# Peter Verpoorten
Peter Verpoorten (Fiandre, ... – Roma, 1659) è stato uno scultore fiammingo.

## Biografia
Peter Verpoorten nacque nelle Fiandre nella prima parte del diciassettesimo secolo. Nei Paesi Bassi, Verpoorten fu attivo a Mechelen. Verpoorten si trasferì poi a Roma, forse attorno al 1656.
Tra il 1658 e il 1659 collaborò con Gian Lorenzo Bernini e Gioacchino Francesco Travani al Medaglione di Androclo e il leone (ideato dal Bernini), probabilmente eseguendo il primo modello in creta. Nell'ottobre 1658 si rintraccia infatti un pagamento a "monsù Pietro Verpetren" (il suo nome veniva spesso storpiato) "a bon conto delle cose che fa per servitio della Medaglia con il ritratto di N.S.r Ales.ro 7". Un altro pagamento privo di causale, ma che in tutta probabilità si rifierisce a questo stesso incarico, avvenne nell'agosto del 1658. Infine, nel 1659 Verspoorten riceve un terzo pagamento "a conto de' modelli".
Verpoorten fu collaboratore del Bernini, e lavorò con lui, ad esempio, alla Cattedra di San Pietro nella Basilica di San Pietro in Vaticano. Nel 1658, Verpoorten fu nominato assistente del Bernini, come specialista in bronzi.
Il suo lavoro più noto che coinvolge anche il Bernini è probabilmente la lampada della Cappella Chigi nella Basilica di Santa Maria del Popolo. Questa lampada votiva in bronzo, formata da una corona dorata decorata con le otto stelle dei Chigi e supportata da tra cherubini volanti, fu modellata da Verpoorten per il Bernini.
Verpoorten morì a Roma nel 1659.